# Páty
Páty är en ort i Ungern. Den är belägen i provinsen Pest, i den nordvästra delen av landet, 16 km väster om huvudstaden Budapest. Páty ligger 195 meter över havet och antalet invånare är 5 475.
Terrängen runt Páty är platt åt sydväst, men åt nordost är den kuperad. Runt Páty är det tätbefolkat, med 276 invånare per kvadratkilometer. Närmaste större samhälle är Budapest, 16,0 km öster om Páty. Trakten runt Páty består till största delen av jordbruksmark.